# Romano Sgheiz
Romano Sgheiz (* 28. Juni 1937 in Colico) ist ein ehemaliger italienischer Ruderer, der bei vier Olympiateilnahmen viermal das Finale erreichte und zwei Medaillen gewann.
Romano Sgheiz war bei Moto Guzzi in Mandello del Lario angestellt; so konnte er im betriebseigenen Sportverein von Moto Guzzi den Sport des Ruderns ausführen.
Ein Boot dieses Sportvereins konnte sich für die Ruder-Europameisterschaften 1956 in Bled qualifizieren; Franco Trincavelli, Angelo Vanzin, Romano Sgheiz, Alberto Winkler und Steuermann Ivo Stefanoni belegten den dritten Platz im Vierer mit Steuermann hinter den Booten aus Finnland und aus der Sowjetunion.
Bei den Olympischen Spielen 1956 in Melbourne siegten die fünf Italiener im Finale mit drei Sekunden Vorsprung vor den Schweden und den finnischen Europameistern; das Boot aus der Sowjetunion war schon im Halbfinale ausgeschieden.
1957 wechselte der komplette Vierer in den Achter und siegte bei den Europameisterschaften in Duisburg. Sgheiz, Winkler und Stefanoni halfen 1958 in Poznań den Titel zu verteidigen. 1959 belegte der italienische Achter bei den Europameisterschaften den vierten Platz. Für die Olympischen Spiele 1960 wechselte Sgheiz wieder in den Vierer mit, der in der Besetzung Sgheiz, Franco Trincavelli, Fulvio Balatti, Giovanni Zucchi und Ivo Stefanoni den dritten Platz hinter den Booten aus Deutschland und Frankreich belegte.
1961 gewann Sgheiz in Prag seinen dritten Europameistertitel mit dem Achter. Bei den Europameisterschaften 1963 in Kopenhagen gewann er zusammen mit Zucchi, Balatti und seinem Bruder Luciano Sgheiz Silber im Vierer ohne Steuermann. In dieser Besetzung belegten die vier Ruderer bei den Olympischen Spielen 1964 den fünften Platz, nachdem sie bei den Europameisterschaften Bronze gewonnen hatten. Danach zog sich Romano Sgheiz zurück, kehrte aber für die Olympischen Spiele 1968 noch einmal zurück in den Vierer mit Steuermann. Im olympischen Finale erreichten die Italiener den vierten Platz mit einer halben Sekunde Rückstand auf die drittplatzierten Schweizer.